# Pierre couverte d'Avort
Pour les articles homonymes, voir Pierre couverte.
La Pierre couverte d'Avort est un dolmen situé à Gennes, dans le département français de Maine-et-Loire.

## Description
C'est un dolmen du type angevin. De forme légèrement rectangulaire, le dolmen est recouvert par une unique table de couverture. La chambre est délimitée au nord-ouest par un orthostate unique et par deux dalles côté sud-est. Au nord-est, elle est précédée d'un portique rétréci qui a perdu sa table de couverture. La hauteur sous dalle atteint 2,70 m.